# Philippe Guye
Philippe A. Guye, membro della Royal Society (Saint-Christophe, 12 giugno 1862 – Ginevra, 27 marzo 1922), è stato un chimico svizzero che ricevette la Medaglia Davy nel 1921 "per le sue ricerche nel campo della chimica fisica".
Nel 1892 ottiene l'agrégation all'Università di Ginevra, dove insegna a partire dal 1895.